# The Show Must Go On (Milva)
The Show Must Go On è un brano musicale interpretato dalla cantante italiana Milva, pubblicato come singolo nel febbraio 2007 dall'etichetta discografica Trecolori, distribuito dalla Edel.
Il brano è stato scritto da Giorgio Faletti e ha anticipato l'uscita dell'album In territorio nemico. È stato presentato al pubblico in occasione della partecipazione della cantante al Festival di Sanremo 2007, dove si è classificato 19º, poco prima del quale ha suscitato interesse a causa della presenza nella parte finale del testo di una parolaccia. Nonostante il titolo in lingua inglese, l'intero testo del brano, che parla degli artisti tornati nell'anonimato dopo un fugace successo, è in italiano a parte il titolo stesso, ripetuto nel ritornello della canzone. 
Durante la serata dei duetti, la canzone è stata interpretata da Milva insieme a Enrico Ruggeri.

## Tracce
1. The Show Must Go On – 4:27